# 乔拉尼·西尔韦斯特
乔拉尼·西尔韦斯特（匈牙利語：Csollány Szilveszter，1970年4月13日—2022年1月24日），匈牙利男子竞技体操运动员。他曾代表匈牙利获得1996年夏季奥运会体操比赛男子吊环银牌和2000年吊环金牌。